# 29337 Hakurojo
29337 Hakurojo è un asteroide della fascia principale. Scoperto nel 1995, presenta un'orbita caratterizzata da un semiasse maggiore pari a 2,4646145 UA e da un'eccentricità di 0,1617040, inclinata di 6,26288° rispetto all'eclittica.